# Iosif Ivanovici

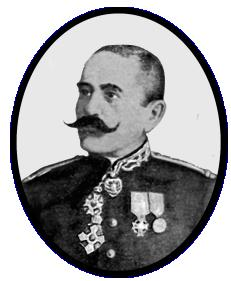
Iosif Ivanovici

Iosif Ivanovici (* 28. Januar 1845 in Timișoara; † 15. Septemberjul. / 28. Septembergreg. oder 16. Septemberjul. / 29. September 1902greg. in Bukarest; auch Ion Ivanovici oder Josef Ivanovics) war ein rumänischer Komponist.

## Leben
Ivanovici wirkte auch in Galați und Bukarest als Militärkapellmeister und wurde zum Generalinspektor der rumänischen Militärkapellen ernannt.
Er schrieb 350 Tänze und Märsche, aber nur sein Konzertwalzer Donauwellen (Originaltitel: Valurile Dunării) erreichte bis heute große Popularität. Ivanovici hatte ihn 1880 der jungen Sarah Fried aus Lugoj gewidmet. Auf dem Umschlag dieser Komposition notierte er in deutscher Sprache: „Donau Wellen Walzer von Josef Ivanovics, gewidmet und geschrieben für Fräulein Sarah Fried.“ Der 1880 in Bukarest erschienene Erstdruck war dann Emma Gebauer gewidmet, der Ehefrau des Musikverlegers Constantin Gebauer. 1889 wurde der Walzer in einer Orchestrierung von Emile Waldteufel bei der Weltausstellung in Paris aufgeführt, und eroberte die Zuhörer im Sturm.
Der Walzer Donauwellen wurde mehrfach als Filmmusik adaptiert:
- Dishonored (dt.: Entehrt) (USA 1931, Regie: Josef von Sternberg)
- Valurile Dunării (Rumänien 1959, Regie: Liviu Ciulei)
- Father and Daughter (Niederlande/Belgien/Großbritannien 2000, Regie: Michael Dudok de Wit)

Sein Großenkel ist der rumänische Konzertpianist Andrei Ivanovitch.

## Werke
- Souvenir Moskau
- Erzherzog Carl Ludwig March, Op. 129
- La Serenade
- Schiffers Tochterlein (La Fille du Marin)
- Seufzer Waltz
- Sinaia Waltz
- Szerenade Zigeuneren
- Carmen Sylva Waltz from 1892
- Mariana Polka
- Romania's Heart Waltz, Op. 51
- Incognito Waltz
- Abschied von Focșani March
- Vision de l'Orient Waltz, Op. 147
- Meteor Waltz
- Im Mondenglanz Waltz, Op. 122
- Magic of the Mountains Waltz
- Liebes Klange Polka
- Storm Galopp
- Wild Flowers Waltz
- Abendtraume Polka-Mazurka
- Agatha Waltz
- Der Liebesbote Waltz, Op. 136
- Leicht wie der Traum
- Poker Polka, Op. 123
- Am Hofe der Czarin Waltz, Op. 124
- Die Ballkönigin Waltz, Op. 127
- Goldene Stunden Waltz, Op. 128
- Céline Polka-Mazurka, Op. 130
- Natalia Waltz, Op. 134
- Beim Pfanderspiel Polka, Op. 137
- Bluthenzauber Waltz, Op. 149
- Lieb' um Liebe Waltz, Op. 155
- Alina Waltz
- Amalia Waltz
- Life in Cyprus
- Souvenir de Brăila Quadrille
- Aurel Waltz
- Cleopatra Waltz
- Elena Polka-Mazurka
- Farmecul Peleșului
- Fata pescarului
- Frumoasa româncă Waltz
- Frumoșii ochi albaștri
- Hora micilor dorobanți
- Herzliebchen Waltz
- Kalinderu March
- La balul curții Mazurka
- Luceafărul Waltz
- Military March
- Marșul Carol
- L'Odalisque Polka-Mazurka
- Pe Dunăre Mazurka
- Plăcerea balului Mazurka
- Porumbeii albi
- Die Konigin des Morgens Rosina Polka
- Sârba moților
- Suvenire Quadrille
- Maus Polka or Mouse Polka
- Tatiana Waltz
- Roses from the Orient Waltz
- Viața la București Waltz
- Visuri de aur Waltz
- Zâna Dunării
- Anniversary Waltz
- Bavarian Ländler
- Kaiserreise
- La Bella Roumaine Waltz
- Donauwellen